# 동해북부선
동해북부선(東海北部線)은
1. 조선민주주의인민공화국 강원도 안변군 안변면의 안변역과 양양군 양양면의 양양역을 잇던 철도 노선. 현재 일부 구간이 금강산청년선으로 복원됨.
2. 대한민국 강원특별자치도 삼척군 북평읍의 북평역(지금의 동해역)과 강릉시의 경포대역을 잇는 철도 노선. 현재 영동선에 편입됨.
3. 대한민국 강원특별자치도 고성군 현내면의 제진역과 조선민주주의인민공화국 강원도 고성군 구읍리의 감호역을 잇는 철도 노선.

을 말한다. 이 문서에서 모두 기술한다. 예전에는 기점과 종점에서 각각 착공하여 일부만 개통할 경우 「○○남부선」, 「○○북부선」, 「○○중부선」, 「○○동부선」, 「○○서부선」 등의 명칭을 사용하다가, 완전히 개통했을 때 「○○선」 또는 지선이 있을 경우에는 「○○본선」으로 고치는 방식을 사용하였다. 이 철도는 동해본선을 건설하면서 북쪽에서 착공하여 점차 남쪽으로 연장해가는 노선이므로, 「동해북부선」이라는 명칭을 사용하였다. 조선총독부가 건설한 동해북부선은 한국 전쟁으로 폐지되었으나, 뒤에 대한민국 정부에서 동해선의 북평역 이북의 건설을 재추진하면서 같은 이름을 사용하다가 영동선에 편입하고, 2000년대에 남북철도 연결사업인 TKR(한반도종단철도)로 첫 동해북부선의 일부가 복원되자 여기에 이 명칭이 붙여졌다.

## 일제강점기
부산진역 ~ 안변역간 동해선 건설이 진행되면서, 안변역에서 착공하여 남쪽으로 건설되던 최초의 동해북부선이다. 1929년에 안변역 ~ 흡곡역간이 개통하면서 영업을 개시하고, 1931년에 흡곡역 ~ 통천역간, 1932년에 통천역 ~ 고성역간, 1935년에 고성역 ~ 간성역간, 1937년에 간성역 ~ 양양역간이 개통하였다.
연선 인구도 적고, 산업이나 군사적인 면에서도 중요성이 낮아 운행하는 열차도 수회에 불과했다. 단, 금강산을 비롯한 몇개의 관광지가 있기 때문에, 간혹 일요일이나 공휴일의 전날에 경성역(지금의 서울역)에서 야간열차가 운행되었기도 했으나 이후 공사가 중단되었다.
남북분단으로 인해, 전 구간이 북위 38도선 이북인 동해북부선은 조선민주주의인민공화국의 철도가 되었다가, 한국 전쟁으로 고성역과 초구역 사이에 군사분계선이 그어져 초구역 ~ 양양역간은 대한민국의 실효 지배 지역이 되었다. 대부분 전쟁으로 파괴되어 조선민주주의인민공화국은 동해북부선을 철거하고, 대한민국은 민간인출입통제구역에 포함된 초구역 ~ 현내역간을 폐지하고 현내역 ~ 양양역간은 일단은 존치되었다가, 1963년부터 1967년까지 전 구간이 폐지되었다. 이후 1996년 조선민주주의인민공화국에서 안변역 - 금강산청년역(舊 외금강역) 구간을 복원하여 금강산청년선으로 노선 명칭을 변경했다.

### 연혁
- 1929년 9월 11일 : 안변역 ~ 흡곡역간 19.4mile 개통, 안변역·오계역·상음역·자동역·흡곡역 개업.[2]
- 1930년 4월 1일 : 영업거리 단위를 킬로미터로 개정(19.4mile → 31.4km).[3]
- 1931년 7월 21일 : 흡곡역 ~ 통천역간 29.6km 개통, 패천역·송전역·고저역·통천역 개업.[4]
- 1932년 5월 21일 : 통천역 ~ 두백역간 14.7km 개통, 벽양역·염성역·두백역 개업.[5]
- 1932년 8월 11일 : 북부선 두백역 ~ 장전역간 17.5km 개통, 남애역·장전역 개업.[6]
- 1932년 9월 16일 : 북부선 장전역 ~ 외금강역간 7.8km 개통, 외금강역 개업.[7]
- 1932년 11월 1일 : 북부선 외금강역 ~ 고성역간 10.4km 개통, 고성역 개업.[8]
- 1933년 8월 1일 : 삼일포역(구역) 개업.[9]
- 1935년 11월 1일 : 북부선 고성역 ~ 간성역간 39.3km 개통, 초구역·제진역·현내역·거진역·간성역 개업.[10]
- 1937년 12월 1일 : 북부선 간성역 ~ 양양역간 41.9km 개통, 공현진역·문암역·천진리역·속초역·대포역·낙산사역·양양역 개업.[11]
- 1944년 6월 15일 : 삼일포역(구역) 폐지[12]
- 1950년 : 한국 전쟁으로 인하여 영업 중지
- 1953년 7월 31일 : 양양역 ~ 현내역 구간 재개업
- 1963년 9월 30일 : 간성역 ~ 현내역 구간 폐지
- 1965년 2월 28일 : 속초역 ~ 간성역 구간 폐지
- 1967년 1월 1일 : 양양역 ~ 속초역 구간 폐지로 전구간 폐지
- 1996년 : 안변 - 금강산청년 간 복원, 금강산청년선으로 노선 명칭 변경

### 역 목록
소재지의 지명은 1950년 당시의 것을 따르며, 전구간 강원도에 소재한다
| 역명   | 한자역명 | 역간거리 (km) | 영업거리 (km) | 접속노선 | 소재지 | 소재지   |
| ------ | -------- | ------------- | ------------- | -------- | ------ | -------- |
| 안변   | 安邊     | 0.0           | 0.0           | 경원본선 | 안변군 | 안변면   |
| 오계   | 梧溪     | 8.9           | 8.9           |          | 안변군 | 안도면   |
| 상음   | 桑陰     | 6.0           | 14.9          |          | 통천군 | 흡곡면   |
| 자동   | 慈東     | 10.3          | 25.2          |          | 통천군 | 흡곡면   |
| 흡곡   | 歙谷     | 6.2           | 31.4          |          | 통천군 | 흡곡면   |
| 패천   | 沛川     | 6.6           | 38.0          |          | 통천군 | 학일면   |
| 송전   | 松田     | 9.4           | 47.4          |          | 통천군 | 송전면   |
| 고저   | 庫底     | 6.9           | 54.3          |          | 통천군 | 고저읍   |
| 통천   | 通川     | 6.7           | 61.0          |          | 통천군 | 통천면   |
| 벽양   | 碧養     | 4.1           | 65.1          |          | 통천군 | 벽양면   |
| 염성   | 濂城     | 5.1           | 70.2          |          | 통천군 | 임남면   |
| 두백   | 荳白     | 5.5           | 75.7          |          | 통천군 | 임남면   |
| 남애   | 南涯     | 10.5          | 86.2          |          | 고성군 | 외금강면 |
| 장전   | 長箭     | 7.0           | 93.2          |          | 고성군 | 장전읍   |
| 외금강 | 外金剛   | 7.8           | 101.0         |          | 고성군 | 외금강면 |
| 고성   | 高城     | 10.4          | 111.5         |          | 고성군 | 고성읍   |
| 초구   | 草邱     | 8.5           | 119.9         |          | 고성군 | 고성읍   |
| 제진   | 猪津     | 6.0           | 125.9         |          | 고성군 | 현내면   |
| 현내   | 縣內     | 10.0          | 135.9         |          | 고성군 | 현내면   |
| 거진   | 巨津     | 7.4           | 143.3         |          | 고성군 | 거진면   |
| 간성   | 杆城     | 7.4           | 150.7         |          | 고성군 | 간성면   |
| 공현진 | 公峴津   | 6.7           | 157.4         |          | 양양군 | 죽왕면   |
| 문암   | 文岩     | 5.9           | 163.3         |          | 양양군 | 죽왕면   |
| 천진리 | 天津里   | 5.9           | 169.2         |          | 양양군 | 토성면   |
| 속초   | 束草     | 6.5           | 175.7         |          | 양양군 | 속초읍   |
| 대포   | 大浦     | 5.8           | 181.5         |          | 양양군 | 속초읍   |
| 낙산사 | 洛山寺   | 3.7           | 185.2         |          | 양양군 | 강현면   |
| 양양   | 襄陽     | 7.4           | 192.6         |          | 양양군 | 양양면   |

## 영동선 편입 노선
대한민국 정부에 의해 재추진된 동해북부선이다. 당시 북평역 ~ 양양역간은 조선총독부에 의해 노반이 완성된 상태로, 궤도 구성과 역사(驛舍) 등 제반 시설만 건설하면 되는 상황이었기 때문에 대한민국에서도 계속 추진하던 것을 한때 교통부의 적자로 중단했다가 미국의 원조를 받아 수립된 동해안지구산업계획에 따라 동해북부선의 건설이 다시 추진되었다. 그러나 1967년에 새 철도는 가급적 고속도로로 전환한다는 방침이 세워지면서 경포대역까지 개통된 이후 또다시 중단되었다. 이후 영동선에 편입되었다.

### 연혁
- 1961년 5월 5일 : 북평역 ~ 옥계역간 17.5km 개통, 북평역·묵호역·망상역·옥계역 개업[13]
- 1962년 11월 6일 : 옥계역 ~ 경포대역간 33.4km 개통, 정동진역·안인역·강릉역·경포대역 개업[14]
- 1963년 5월 20일 : 영동선(지금의 영동본선)에 편입[15]

### 역 목록
소재지의 지명은 1963년 당시의 것을 따르며, 전 구간이 강원특별자치도에 있다.
| 역명   | 역명   | 역간거리(km) | 영업거리(km) | 접속 노선     | 소재지 | 소재지          | 비고 |
| 한글   | 한자   | 역간거리(km) | 영업거리(km) | 접속 노선     | 소재지 | 소재지          | 비고 |
| ------ | ------ | ------------ | ------------ | ------------- | ------ | --------------- | ---- |
| 북평   | 北坪   | 0.0          | 0.0          | 철암선 삼척선 | 삼척군 | 북평읍 송정리   |      |
| 묵호   | 墨湖   | 5.9          | 5.9          |               | 명주군 | 묵호읍 발한리   |      |
| 망상   | 望祥   | 6.1          | 12.0         |               | 명주군 | 묵호읍 망상리   |      |
| 옥계   | 玉溪   | 5.5          | 17.5         |               | 명주군 | 옥계면 주수리   |      |
| 정동진 | 正東津 | 11.4         | 28.9         |               | 명주군 | 강동면 정동진리 |      |
| 안인   | 安仁   | 7.2          | 36.1         |               | 명주군 | 강동면 안인리   |      |
| 강릉   | 江陵   | 9.1          | 45.2         |               | 강릉시 | 교동            |      |
| 경포대 | 鏡浦臺 | 5.7          | 50.9         |               | 강릉시 | 강문동          |      |

## 현재 동해북부선
김대중 정부 시기에 대한민국과 조선민주주의인민공화국의 관계가 개선되면서 동해선의 군사분계선을 넘는 구간을 다시 복원하면서 재추진된 동해북부선이다. 건설사업은 준공되어 한국철도공사가 철도사업면허를 받았으나, 2007년에 한차례 시험운행을 했을 뿐 영업을 개시하지 못한 채 방치되고 있다. 2020년 12월 23일, 2027년 12월 준공을 목표로 남강릉신호장~강릉~주문진~38선신호장~양양~속초~간성~화진포신호장~제진 간 111.7 km에 단선 전철을 부설하는 사업의 기본계획이 고시되었다.

### 연혁
- 2006년 1월 3일 : 제진역 ~ 감호역간 11.1km 사업용 철도노선 고시, 제진역·감호역 신설.[17]
- 2019년 4월 17일 : 철도 노선번호 변경에 따라 31107로 변경[18]
- 2022년 1월 5일: 강릉 ~ 제진 착공[19]
- 2027년 12월: 준공(2028년 상반기 개통 예정).

### 역 목록
| 역명         | 역명   | 역명         | 역간거리(km) | 영업거리(km) | 접속 노선  | 소재지                        | 소재지 | 소재지          | 비고           |
| 한글         | 한자   | 로마자       | 역간거리(km) | 영업거리(km) | 접속 노선  | 소재지                        | 소재지 | 소재지          | 비고           |
| ------------ | ------ | ------------ | ------------ | ------------ | ---------- | ----------------------------- | ------ | --------------- | -------------- |
| 남강릉신호장 | 南江陵 | Namgangneung |              |              |            | 대한민국 강원특별자치도       | 강를시 | 구정면 금광리   |                |
| 강릉역       | 江陵   | Gangneung    |              |              |            | 대한민국 강원특별자치도       | 강를시 | 강릉시 교동     |                |
| 주문진       | 注文津 | Jumunjin     |              |              |            | 대한민국 강원특별자치도       | 강를시 | 주문진읍 교향리 |                |
| 삼팔선신호장 | 三八線 | Sampalseon   |              |              |            | 대한민국 강원특별자치도       | 양양군 |                 |                |
| 양양         | 襄陽   | Yangyang     |              |              |            | 대한민국 강원특별자치도       | 양양군 | 양양읍 송암리   |                |
| 속초         | 束草   | Sokcho       |              |              | 춘천속초선 | 대한민국 강원특별자치도       | 속초시 | 속초시 노학동   |                |
| 간성         | 杆城   | Ganseong     |              |              |            | 대한민국 강원특별자치도       | 고성군 | 간성읍 신안리   |                |
| 화진포       | 花津浦 | Hwajinpo     |              |              |            | 대한민국 강원특별자치도       | 고성군 | 거진읍 화포리   |                |
| 제진         | 猪津   | Jejin        | 0.0          | 0.0          |            | 대한민국 강원특별자치도       | 고성군 | 현내면 사천리   | 남북출입사무소 |
| 감호         | 鑑湖   | Gamho        | 11.1         | 11.1         |            | 조선민주주의인민공화국 강원도 | 고성군 | 고성읍 감호리   | 북측역사       |

## 같이 보기
- 영동선
- 동해선
  - 동해남부선
  - 동해중부선
- 남북철도 연결사업
- 2007년 남북 열차 시험운행
- 동해북부선 (1929–1945)
- 아시안 하이웨이
- 강릉선